# Saison 8 de Brooklyn Nine-Nine
Chronologie
Saison 7
Cet article présente les épisodes de la huitième et dernière saison de la série télévisée américaine Brooklyn Nine-Nine.

## Généralités
Aux États-Unis, cette dernière saison de dix épisodes a été diffusée à partir du 12 août 2021 sur le réseau NBC.
En juin 2020, l'une des stars de la série, Terry Crews, a annoncé que les producteurs avaient abandonné quatre épisodes complets à la lumière des manifestations à la suite du meurtre de George Floyd.

## Distribution

### Acteurs principaux
- Andy Samberg (VF : Emmanuel Garijo) : Détective Jake Peralta
- Stephanie Beatriz (VF : Ingrid Donnadieu) : Détective Rosa Diaz
- Terry Crews (VF : Gilles Morvan) : Lieutenant Terry Jeffords
- Melissa Fumero (VF : Hélène Bizot) : Sergent Amy Santiago
- Joe Lo Truglio (VF : Marc Perez) : Détective Charles Boyle
- Dirk Blocker (VF : Jean-François Aupied) : Détective Michael Hitchcock
- Joel McKinnon Miller (VF : Thierry Murzeau) : Détective Norm Scully
- Andre Braugher (VF : Thierry Desroses) : Capitaine Raymond Holt

### Acteurs récurrents
- John C. McGinley : Frank O'Sullivan (épisodes 1, 3, 6 et 8)
- Marc Evan Jackson (VF : Renaud Marx) : Kevin Cozner (épisodes 2, 4, 7 et 8)

### Invités
- Craig Robinson (VF : Pascal Vilmen) : Doug Judy (épisode 5)
- Nicole Byer : Trudy Judy (épisode 5)
- Chelsea Peretti (VF : Patricia Piazza) : Gina Linetti (épisodes 9 et 10)
- Jason Mantzoukas (VF : Laurent Morteau) : Adrian Pimento (épisode 9)
- Winston Story : Bill Hummertrout (épisodes 9 et 10)
- Tim Meadows : Caleb John Gosche (épisode 9)
- Dan Goor : Janitor (épisodes 9 et 10)
- Kyle Bornheimer (VF : Jérôme Pauwels) : Teddy Ramos (épisode 10)
- Fred Armisen : Mlepnos (épisode 10)
- Joanna Newsom : Caroline Saint-Jacques Renard (épisode 10)
- Reggie Lee : Ronald Yee

## Épisodes

### Épisode 1:Banalités pas si banales
- États-Unis /  Canada : 12 août 2021 sur NBC / Citytv
- France : 13 août 2021 sur Canal+ Séries en (VOSTFR)

- États-Unis : 1,84 million de téléspectateurs (première diffusion)

- Rebecca Wisocky : Captain Lamazar
- Shawntay Dalon : Aisha Fulton
- Christian Belnavis : Victor Collins
- Jennifer DeFilippo : Tina
- Jaiden Alexander McLeod : Ronnie Johnson Jr.

### Épisode 2:À nous tous
- États-Unis /  Canada : 12 août 2021 sur NBC / Citytv
- France : 13 août 2021 sur Canal+ Séries en (VOSTFR)

- États-Unis : 1,34 million de téléspectateurs (première diffusion)

### Épisode 3:La grippe Bleue
- États-Unis /  Canada : 19 août 2021 sur NBC / Citytv
- France : 20 août 2021 sur Canal+ Séries en (VOSTFR)

- États-Unis : 2,01 millions de téléspectateurs (première diffusion)

- Anthea Neri Best : nouveau présentateur
- Keisuke Hoashi : Dr. Mintleman
- Tatum Shank : Officier McCaffery

### Épisode 4:Question d'équilibre
- États-Unis /  Canada : 19 août 2021 sur NBC / Citytv
- France : 20 août 2021 sur Canal+ Séries en (VOSTFR)

- États-Unis : 1,48 million de téléspectateurs (première diffusion)

- Neil Campbell : Barry Britches
- Eddie Alfano : Eric Marsh
- Carter Booker : Terry enfant
- Collin Christopher : homme ringard
- Allie Jennings : une femme
- Michael James Lazar : policier
- Christopher Wolf : Austin Grant

### Épisode 5:Transfert et subterfuge
- États-Unis /  Canada : 26 août 2021 sur NBC / Citytv
- France : 27 août 2021 sur Canal+ Séries en (VOSTFR)

- États-Unis : 1,90 million de téléspectateurs (première diffusion)

- Brent Chase : Vince Michael Thompson
- Jonathan Ohye : Theodore Rawlins
- Andre Pelzer : Trooper Peyton

### Épisode 6:Des douceurs dans la douleur
- États-Unis /  Canada : 26 août 2021 sur NBC / Citytv
- France : 27 août 2021 sur Canal+ Séries en (VOSTFR)

- États-Unis : 1,45 million de téléspectateurs (première diffusion)

- LaMonica Garrett : Agent du FBI Feingold
- Jacob Berger : Officer Marzipan
- Dane Michael Oliver : James Caton
- Alex Skinner : Livreur de Pizza
- A.J. Tannen : Mel Jenkins

### Épisode 7:Jeu de Boyle
- États-Unis /  Canada : 2 septembre 2021 sur NBC / Citytv
- France : 3 septembre 2021 sur Canal+ Séries en (VOSTFR)

- États-Unis : 1,84 million de téléspectateurs (première diffusion)

- Christopher Gehrman : Sam Boyle
- Gregg Binkley : Lyndon Boyle
- Caleb Alexander Smith : Andrea Boyle
- Hal Alpert : Pappy Boyle
- Ali Eldin : Perp #2
- Nicole Ghastin : Mel Boyle
- Galen Howard : Tommy Boyle
- Frederick Koehler : Becca Boyle
- Paul Witten : Todd

### Épisode 8:Bonnes résolutions
- États-Unis /  Canada : 2 septembre 2021 sur NBC / Citytv
- France : 3 septembre 2021 sur Canal+ Séries en (VOSTFR)

- États-Unis : 1,31 million de téléspectateurs (première diffusion)

- K Callan (en) : Carol O'Sullivan
- David Gran Wright : Juge de paix

### Épisode 9:Dernier jour - Partie 1
- États-Unis /  Canada : 16 septembre 2021 sur NBC / Citytv
- France : 17 septembre 2021 sur Canal+ Séries en (VOSTFR)

- États-Unis : 1,88 million de téléspectateurs (première diffusion)

- Jim Meskimen : Député Chef Williams
- Madeline Walter : Tiffany
- Chris Renfro : Suspect #1
- David Piggott : Suspect #2
- Jeremy Rabb : Suspect #3
- Rafael Torres : Suspect #4
- Ryan Salazar : Suspect #5

### Épisode 10:Dernier jour - Partie 2
- États-Unis /  Canada : 16 septembre 2021 sur NBC / Citytv
- France : 17 septembre 2021 sur Canal+ Séries en (VOSTFR)

- États-Unis : 1,88 million de téléspectateurs (première diffusion)

- Gabe Liedman : Dr Oliver Cox
- Eugene Kim : Dr Midj
- Andy Rocco Kraft : Détective Yorkin
- Jim Meskimen : Député Chef Williams